# Manuel Pestana Filho
Manuel Pestana Filho    , né le 27 avril 1928 à Santos dans l'État de São Paulo au Brésil et mort le 8 janvier 2011  dans la même ville,  est un prélat catholique brésilien.

## Biographie
Manuel Pestana Filho est ordonné prêtre en 1952. En 1978 il est nommé évêque d'Anápolis .   José de Lima  prend sa retraite en 2004.

## Sources
- Profil sur Catholic hierarchy